# Bothriothorax macroglenes
Bothriothorax macroglenes är en stekelart som beskrevs av William Harris Ashmead 1888. Bothriothorax macroglenes ingår i släktet Bothriothorax och familjen sköldlussteklar. Inga underarter finns listade.